# アンメット-ある脳外科医の日記-
『アンメット-ある脳外科医の日記-』（アンメット あるのうげかいのにっき）は、原作：子鹿ゆずる、漫画：大槻閑人による日本の漫画作品。『モーニング』（講談社）にて、2021年2・3合併号から2024年33号まで連載。元脳外科医である子鹿は、本作がデビュー作となる。
2024年4月期に関西テレビの制作によりフジテレビ系列にてテレビドラマが放送された。

## あらすじ
脳外科医・三瓶友治は、アメリカの病院でトラブルを起こしたせいで、解雇されてしまう。その後、三瓶は日本の丘陵セントラル病院にやって来る。
病院の仮眠室に住みつき、ワーカホリックな三瓶は、空気を読まない性格をしていて、周囲の同僚からは疎んじられている。しかし、その腕前は本物で、医師として患者のことを最優先にしており、患者の「脳」だけではなく、人間を診る医者であった。
三瓶は川内ミヤビや星前宏太といった同僚たちと脳に関する様々な問題に取り組んでいく。

## 登場人物

### 丘陵セントラル病院
三瓶 友治（さんぺい ともはる）
本作の主人公。脳外科医。
俗にいう「ワーカホリック」であり、病院を生活の場としている。記憶障害になる前の川内ミヤビとは婚約関係にあった。
川内 ミヤビ（かわうち ミヤビ）
救急部と脳外科を兼務する女性医師。
2年前の不慮の事故により記憶障害となり、昨日のことも覚えられなくなっている。自分自身のことを忘れないためと生活を維持するために、毎日日記をつけている。
星前 宏太（ほしまえ こうた）
脳外科を兼務している救急部長。
自分の専門領域しか診られない医師を嫌い、総合的な知見が豊富。
津幡 玲子（つばた れいこ）
看護師長であり、医療安全委員会に所属。かつてはミヤビの指導にも当たっていた。
成増 貴子（なります たかこ）
麻酔科医。学生時代は「女帝」と呼ばれていた。
先崎 彰（せんざき あきら）
胸部外科医。少し面倒くさい性格のように見えて、実は愛妻家。
藤堂 利幸（とうどう としゆき）
院長。姪のアカリが秘書を務めている。
綾野 楓（あやの かえで）
血管内治療を得意とする脳外科医。病院の合併により西島麻衣と結婚した。
五十嵐 詩織（いがらし しおり）
非常勤で新人の言語聴覚士。

### 周辺人物
大迫 紘一（おおさこ こういち）
関東医科大学脳外科教授で、ミヤビの主治医。三瓶のことを極度に嫌っている。
西島 麻衣（にしじま まい）
関東医科大学同窓会長の孫娘であり、綾野楓の妻。

## 制作背景
原作者の子鹿ゆずるは「いろんな脳の後遺症を紹介したい」と考え、「作品を通じて多くの人に脳障害の理解を深めていただき、脳障害者が過ごしやすい社会の実現にわずかでも協力できれば嬉しい」との思いから執筆しており、作品には患者や家族や医療福祉スタッフに「勇気や希望を届けたい」という願いが込められている。自身も脳外科医であった経験を踏まえた上で、「言葉、記憶、技術……これらは脳の別々の部位が担当していることが解明されている。ただ唯一「心」だけはその担当部位が何処なのかが曖昧なままである。原作では私自身の経験も踏まえ脳障害の後遺症を正確に描くとともに、脳障害の後遺症と戦う人たちの心に焦点を当てた」と語っている。

## 評価
同じ『モーニング』で『コウノドリ』を連載していた鈴ノ木ユウは「アンメットは“面白い”脳外科医の漫画である。その物語を描くことがどれほど楽しく、かつ苦しいことなのか……7年半“面白い”産婦人科医の物語を描きたいと願い続けた僕にはこの漫画の凄さがよく分かる」と語っている。
産経ニュースでは、帯に記載されたキャッチコピーの「「脳外科医が診（み）るのは、患者の脳ではなく人生」という言葉がいい」と評している。

## 書誌情報
- 子鹿ゆずる（原作）・大槻閑人（漫画）『アンメット-ある脳外科医の日記-』 講談社〈モーニングKC〉、全17巻
  1. 2021年3月23日発売[9][講 3]、ISBN 978-4-06-522769-5
  2. 2021年6月23日発売[講 4]、ISBN 978-4-06-523451-8
  3. 2021年9月22日発売[講 2]、ISBN 978-4-06-524545-3
  4. 2021年12月23日発売[講 5]、ISBN 978-4-06-526128-6
  5. 2022年3月23日発売[講 1]、ISBN 978-4-06-526997-8
  6. 2022年6月22日発売[講 6]、ISBN 978-4-06-528052-2
  7. 2022年9月22日発売[講 7]、ISBN 978-4-06-529261-7
  8. 2023年1月23日発売[講 8]、ISBN 978-4-06-530010-7
  9. 2023年2月21日発売[講 9]、ISBN 978-4-06-530847-9
  10. 2023年4月21日発売[講 10]、ISBN 978-4-06-531167-7
  11. 2023年5月23日発売[講 11]、ISBN 978-4-06-531505-7
  12. 2023年8月23日発売[講 12]、ISBN 978-4-06-532669-5
  13. 2023年11月22日発売[講 13]、ISBN 978-4-06-533367-9
  14. 2024年4月23日発売[講 14]、ISBN 978-4-06-535222-9
  15. 2024年5月22日発売[講 15]、ISBN 978-4-06-535223-6
  16. 2024年8月22日発売[講 16]、ISBN 978-4-06-536382-9
  17. 2024年10月22日発売[講 17]、ISBN 978-4-06-537311-8

## テレビドラマ
『アンメット ある脳外科医の日記』のタイトルで、2024年4月15日から6月24日まで関西テレビ制作・フジテレビ系列の「月曜22時枠」で放送された。『カルテット』や『ブラッシュアップライフ』の劇伴として参加していたfox capture planが劇伴を担当する。主演は杉咲花。

記憶障害を患う主人公が目の前にいる患者を全力で救い、自分自身をも再生していく医療ヒューマンドラマであると同時に、変わり者の脳外科医である三瓶友治との出会いをきっかけにして、悩み、葛藤しながらも医師として懸命に立ち向かっていく1人の脳外科医の再生の物語となっている。

### キャスト

#### 主要人物
川内ミヤビ
演 - 杉咲花（中学時代：白岩桜）
本作の主人公。脳外科医だったが、事故により記憶障害を発症。看護助手として働いていたが、三瓶の提案で医師業務に復帰する。
三瓶友治
演 - 若葉竜也
丘陵セントラル病院の脳外科医。
大迫紘一
演 - 井浦新
関東医大病院脳外科 教授。
ミヤビの母・あかりが倒れた際の執刀医でもある。

#### 丘陵セントラル病院（テレビドラマ）
津幡玲子
演 - 吉瀬美智子
看護師長 兼 医療安全室長。仕事に対して厳しく向き合う。
藤堂院長とは同期。
星前宏太
演 - 千葉雄大
救急部長。人手が足りない時には脳外科の手伝いもしている。外科以外の知識が豊富。
藤堂利幸
演 - 安井順平
院長。
成増貴子
演 - 野呂佳代
麻酔科医。
森陽南子
演 - 山谷花純
脳外科 看護師。
風間灯織
演 - 尾崎匠海（INI）
研修医。
新井小春
演 - 中村里帆
脳外科 看護師。
大槻彩音
演 - 金井美樹
救急部 看護師。
中野文緒
演 - こぴ
看護師。

#### 関東医科大学病院
綾野楓
演 - 岡山天音（幼少期：猪股怜生）
脳外科医。麻衣と婚約している。
西島麻衣
演 - 生田絵梨花
脳外科秘書。
西島秀雄
演 - 酒向芳
麻衣の祖父。西島医療グループの最高権力者。

#### その他
高美武志
演 - 小市慢太郎
ミヤビらが行きつけの料亭居酒屋「たかみ」の店主。大阪出身。
高美香織
演 - 阿南敦子
武志の妻。「たかみ」の女将。

#### ゲスト

##### 第1話
江本博嗣
演 - 風間俊介　　
赤嶺レナの夫であり、マネージャー兼個人事務所社長。
赤嶺レナ
演 - 中村映里子
俳優。長い下積みを経て主演ドラマの座を射止めるが、その直後に脳梗塞で倒れる。
言語聴覚士
演 - 長島竜也
レナのリハビリを担当する。
三上恵子
演 - 菊地由希子
ミヤビがかつて担当した患者。
役者
演 - 獣神ハルヨ、牧野真鈴、関こころ、東条澪
レナが出演した戦隊ものドラマ「ダイバーファイブ」の出演者。
怪人
演 - 保田泰志
ドラマでダイバーファイブと対決する怪人。
プロデューサー
演 - 西将輝
レナに「戦隊ものに興味がある？」と声をかける。

##### 第2話
鎌田亮介
演 - 島村龍乃介
強豪の音羽高校サッカー部のエース。千葉大会予選の試合中に倒れ、検査の結果、右脳が損傷している影響による「左半側無視」という後遺症が残っていることが判明する。
菊池朝陽
演 - 黒田昊夢
亮介の親友であり、音羽高校サッカー部でのチームメイト。
鎌田貴明、鎌田美奈子
演 - 中野剛、結城さなえ
亮介の両親。
理学療法士
演 - コバシ（魂ず）
亮介のリハビリを担当する。
医師
演 - 清水元太
関東医大の若手。綾野の手術の腕に目を見張る。
店員
演 - 光嶌なづな
三瓶から「抹茶パウダーって、一振り何グラムですか」と訊かれるカフェ店員。
医師
演 - 梅田脩平
エスカレーターで綾野とすれ違ってから会話を交わす関東医大の医師。
アナウンサー
声 - 若田部克彦（関西テレビアナウンサー）
市立柏橋と音羽による高校サッカー千葉大会決勝の実況担当。
チームメイト
演 - 伊藤佑晟、太田湧大、宗像隼司、上野一稀
亮介と音羽高校サッカー部でのチームメイト。

##### 第3話
石嶺あゆみ
演 - 湊さやか
拡張型心筋症の患者。10年前に関東医大で手術を受けたが、手術中に脳の酸素飽和度が低下し、その結果重大な障害が残って数か月後に死亡した。
石嶺彰、石嶺絵麻
演 - イワゴウサトシ、沢田優乃
あゆみの夫と娘。
山中嘉彦
演 - 渡部遼介
10年前、藤堂と津幡も参加した石嶺あゆみの手術の執刀を担当した関東医大の教授。
早川優吾
演 - 佐藤誠
10年前、石嶺あゆみの担当医。彼女の死去後に退職した。
看護師
演 - 倉金春
関東医大の10年前の看護師。
金子潔
演 - ふたむら幸則
翌日の手術を控えた入院患者。ベッドから落ちて急性硬膜下血腫を起こしたが、離床センサーが切れたままで発見が遅れ、緊急手術となった。

##### 第4話
加瀬誠
演 - 前原瑞樹
脳ドッグで左内径動脈の未破裂脳動脈瘤が見つかった患者。大学でロボット工学の研究をしている。
川内あかり
演 - 黒沢あすか
ミヤビの母。
川内健伍
演 - 久松信美
ミヤビの父。
西島雄一
演 - 大内厚雄（第7話・第8話）
麻衣の叔父。
瀬戸村
演 - 松田航輝
翔太の父。
西島暁子
演 - 中村真知子（第5話・第7話・第8話）
麻衣の母。
加瀬美代子
演 - 相馬有紀実
誠の妻。
瀬戸村博美
演 - 吉田有希
翔太の母。
川内リオ
演 - 飛香まい
ミヤビの妹。
西嶋理沙
演 - 渡辺文香
雄一の妻。
加瀬直人
演 - 峰岸慶
誠の息子。
瀬戸村翔太
演 - 宮崎奏佑
脳腫瘍患者。松果体に腫瘍があり、全摘が困難と言われている。
瀬戸村芽生
演 - 沼田明莉
翔太の妹。
助手
演 - 神田青
関東医大の宮崎奏佑の手術の助手。
結城
演 - 田中貴裕
関東医大の医師。
診療放射線技師
演 - 横田健介
丘陵セントラルで加瀬誠の手術をサポートする。
助手
演 - 末廣拓也
綾野楓が行った加瀬誠のカテーテル手術の助手。
看護師
演 - 小林アリス
関東医大の宮崎奏佑の手術のオペ看。

##### 第5話
成海（せいかい）/ 一宮孝三
演 - 三宅弘城
寺の住職。読経中に意識を失い運び込まれ、検査でもやもや病が見つかる。
碧聴（へきちょう）
演 - 大友律
成海の弟子の僧侶。
綾野勲
演 - 飯田基祐（第7話・第8話）
綾野の父親。綾野病院の医師。かつては関東医科大の脳神経外科医だった。
綾野洋子
演 - 佐藤真弓（第7話・第8話）
綾野の母親。
母親
演 - もりけい子
星前宏太の母親。眼科、耳鼻科、内科をたらい回しにされ、ついには倒れた。
医師
演 - 平山繁史
星前宏太の母親を診た耳鼻科医師。異常はないから内科に聞いてくれと告げる。
医師
演 - 比佐仁
星前宏太の母親に多発性骨髄腫ステージ3の診断を下す。
音声
声 - 永本歩乃果
三瓶が聞いているリーディング教材の音声。
僧侶
演 - 中村彰伸、オハラカズヤ、工藤嘉誠、なでしみ
成海の弟子の僧侶たち。

##### 第6話
山本健太郎
演 - 鈴之助
過去に脳出血の治療を受けた患者。てんかん発作を起こし緊急搬送されてきた。
山本美央、山本莉子
演 - 松原由希子、佐藤恋和
山本の妻と娘。
池沢、文野
演 - 小沼朝生、新貝文規
山本の上司。
ヒロ、岡
演 - 和田亮太、岡野優介
山本の職場の同僚。

##### 第7話
店員2
演 - 今泉力哉（第10話）
客の意向に関係なく抹茶パウダーを入れるカフェ店員。
師匠
演 - 遠藤たつお
高美武志の料理人としての修業時代の師匠。
シェフ
演 - 久松龍一
ミヤビにカレー屋「タンドリーバルーン」の開店チラシを渡す男性。
看護師
演 - 道本成美
手術室の器械出し看護師。
客
演 - 水野淳之
だし巻きを注文する「たかみ」の客。

##### 第8話
里村千代
演 - にしだまちこ
勲が往診している患者。かつて彼が関東医科大勤務医の時にカテーテル手術をした。しかしその影響で出来た静脈血栓が脳動脈まで達し、奇異性脳塞栓症などを発症。右片麻痺および重度の失語症になってしまった。
里村郁夫、里村豊
演 - 小高三良、松田陸
千代の夫と息子。
看護師
演 - きゃんひとみ
診療所の看護師。
川上
演 - 木村八重子
診療所の患者。楓が風邪と診断する。
住人
演 - 岩田丸、北林テイ
診療所のある集落の住人。勲が倒れてしまい、診療所の行く末を心配している。

##### 第9話
押尾晴人
演 - 黒田大輔
鵜原建設の関東医大病院建て替えプロジェクトの担当者。
麻生順三
演 - 大河内浩
かつて三瓶と大迫が勤務していた帝東医科大学の教授。
奈緒
演 - 阿部久令亜
三瓶が担当していた帝東医科大学病院の入院患者。意識障害で昏睡状態とされていた。
佳苗
演 - 池脇千鶴
奈緒の母親。娘に意識があると主張している。
工藤
演 - 松澤仁晶
病院の建て替えに反対していた関東医大病院理事。
曽根崎
演 - 加倉幸の助
関東医大病院理事。
刑事
演 - 森本のぶ（役名：橋口）、阿邊龍之介
警視庁捜査二課刑事。西島秀雄に任意同行を求める。

##### 第10話
柏木周作
演 - 加藤雅也
公園でてんかん発作を起こし、丘陵セントラル病院に運ばれてきた絵描き。最悪性の脳腫瘍を患っている。
柏木芳美
演 - 赤間麻里子
柏木の妻。高校時代に美術部員で同級生の夫にモデルを頼まれた。
夫婦
演 - 吉田滉、兼平由佳理
公園で柏木に似顔絵を依頼した夫婦。

### スタッフ
- 原作 - 子鹿ゆずる（原作）/ 大槻閑人（漫画）『アンメット-ある脳外科医の日記-』（講談社「モーニング」連載）[11]
- 脚本 - 篠﨑絵里子[99]
- 音楽 - fox capture plan[47]
- 主題歌 - あいみょん「会いに行くのに」（unBORDE / Warner Music Japan）[99]
- オープニング曲 - 上野大樹「縫い目」（cutting edge）[100]
- 医療監修 - 石川久[101]
- 医療監修協力 - キャスティングドクター、中澤暁雄
- 医療指導 - 青木宏之、根本千草
- 看護監修 - 石川千恵美[102]、半澤由美、坪田康佑[102]、宮尾達也[102]
- 看護指導 - 植野永子、水八寿裕
- 言語聴覚士監修 - 貫井さと子
- 言語聴覚士指導 - 堀エリカ[103]
- 理学療法士監修 - 増田司
- 演出 - Yuki Saito、本橋圭太[99]、日髙貴士
- プロデューサー - 米田孝、本郷達也[11]
- 制作協力 - MMJ
- 製作著作 - カンテレ

### 放送日程
| 話数                                                                        | 放送日  | サブタイトル                                    | 演出       | 視聴率 |
| --------------------------------------------------------------------------- | ------- | ----------------------------------------------- | ---------- | ------ |
| 第1話                                                                       | 4月15日 | 私の記憶は一日限り…記憶障害の脳外科医再生の物語 | Yuki Saito | 6.0%   |
| 第2話                                                                       | 4月22日 | 左の感覚失った少年…日記にはない秘密             | Yuki Saito | 5.7%   |
| 第3話                                                                       | 4月29日 | 忘れられた婚約                                  | 本橋圭太   | 5.7%   |
| 第4話                                                                       | 5月06日 | 記憶障害の謎…深まる対立                         | 本橋圭太   | 5.4%   |
| 第5話                                                                       | 5月13日 | 難手術…あなたはできます                         | Yuki Saito | 5.6%   |
| 第6話                                                                       | 5月20日 | あなたは記憶障害を作った                        | 本橋圭太   | 5.8%   |
| 第7話                                                                       | 5月27日 | 記憶がすり替わっている                          | Yuki Saito | 6.0%   |
| 第8話                                                                       | 6月03日 | 揺れ動く二つの婚約                              | 本橋圭太   | 6.2%   |
| 第9話                                                                       | 6月10日 | 記憶障害の本当の原因は…                         | 日髙貴士   | 6.3%   |
| 第10話                                                                      | 6月17日 | あなたが灯してくれた光                          | Yuki Saito | 6.4%   |
| 最終話                                                                      | 6月24日 | いつまでも忘れません                            | Yuki Saito | 6.8%   |
| 平均視聴率 6.0%（視聴率はビデオリサーチ調べ、関東地区・世帯・リアルタイム） |         |                                                 |            |        |

- 初回は22時 - 23時9分の15分拡大放送[106]。
- 第7話は北朝鮮のミサイル発射によるJアラート発令に伴う、臨時ニュースを放送したため、本編の放送を一時中断した[107][108]。なお、動画配信サービス（TVer・FOD・Netfilx）での公開は予定通り行われたほか、一部のFNS系列局では再放送を行う措置も執られた[109][110]。

### 受賞
- ギャラクシー賞
  - 2024年6月度月間賞[111]
  - 第62回（2024年度）テレビ部門 個人賞（杉咲花）[112]
- 第120回ザテレビジョンドラマアカデミー賞[113]
  - 最優秀作品賞
  - 主演女優賞 - 杉咲花
  - 助演男優賞 - 若葉竜也
  - ドラマソング賞 - あいみょん（『会いに行くのに』）
  - 脚本賞 - 篠﨑絵里子
  - 監督賞 - Yuki Saito・本橋圭太・日髙貴士
- MIPCOM BUYERS' AWARD for Japanese Drama 奨励賞[114]
- 東京ドラマアウォード2024[115]
  - 連続ドラマ部門 優秀賞
  - 助演男優賞 - 若葉竜也

| カンテレ制作・フジテレビ系列 月曜夜10時枠の連続ドラマ | カンテレ制作・フジテレビ系列 月曜夜10時枠の連続ドラマ     | カンテレ制作・フジテレビ系列 月曜夜10時枠の連続ドラマ |
| 前番組                                                | 番組名                                                    | 次番組                                                |
| ----------------------------------------------------- | --------------------------------------------------------- | ----------------------------------------------------- |
| 春になったら （2024年1月15日 - 3月25日）              | アンメット ある脳外科医の日記 （2024年4月15日 - 6月24日） | マウンテンドクター （2024年7月8日 - 9月16日）         |